# Weetabix
La Weetabix Food Company, anche conosciuta come Weetabix Limited e talvolta abbreviato Weetabix, è un'azienda alimentare britannica.
Specializzata nella produzione di cereali per la colazione detiene i marchi Weetos, Oatibix e Alpen.
La Weetabix produce i suoi alimenti nel Northamptonshire, in Inghilterra e a Cobourg, in Canada. L'azienda opera in ottanta paesi diversi.